# Заболотне (Золочівський район)
Заболо́тне (до 1946 року — Чучмани Заболотні) —  село в Україні, в Буській міській громаді Золочівського району Львівської області. Орган місцевого самоврядування — Буська міська рада. Населення становить 156 осіб.

## Географія
Відстань до обласного центру становить 65 км, до районного центру — 33 км, до центру громади становить 12 км, що проходять автошляхами обласного та місцевого значення. Відстань до найближчої залізничної станції Закомар'я — 9 км.

## Історія
У Заболотному стоїть дерев'яна церква-каплиця Різдва Пресвятої Богородиці. Коли її збудували не відомо. На польській військовій топографічній мапі, виданій у 1926 році святиня не позначена. Скоріше за все, її спорудили у 1930-х роках. У радянський час каплиця була зачинена та використовувалася як склад міндобрив. Маленька будівля, у якій нава і вівтар однакової ширини, а з півночі прибудована ризниця. Двосхилий дах на восьмерику завершує світловий ліхтар накритий невеликою банею. На початку 2000-х років каплицю відремонтували: стіни покрили пластиковою вагонкою, вікна замінили також пластиковими, над входом зробили сучасне накриття. 

## Населення
За даними всеукраїнського перепису населення 2001 року у селі мешкало 156 осіб.

### Мова
Розподіл населення за рідною мовою за даними перепису 2001 року був наступним:
| українська | 156 | 100,00 |